# Vanessa Beke
Vanessa Beke (Gent, 1983) is een Vlaamse presentatrice en model. Ze was een van de vaste belspelpresentatrices op VT4 en VijfTV.
In 2005 nam ze deel aan Miss Waregem Koerse: ze werd eredame. In 2006 was ze te zien als presentatrice van belspelletjes op de zenders VT4 en VijfTV. Op 3 maart 2008 maakte ze haar rentree op de Vlaamse TV, opnieuw als presentatrice van belspelletjes.